# Iitate (Fukushima)
Iitate (飯舘村 Iitate-mura?) es una villa localizada en la prefectura de Fukushima, Japón. En junio de 2019 tenía una población de 0 habitantes y una densidad de población de 0 personas por km². Su área total es de 230,13 km².

## Geografía

### Municipios circundantes
- Prefectura de Fukushima
  - Date
  - Sōma
  - Minamisōma
  - Kawamata
  - Namie

## Demografía
Según datos del censo japonés, la población de Iitate ha disminuido en los últimos años.
| Año del censo | Población |
| ------------- | --------- |
| 1995          | 7.586     |
| 2000          | 7.093     |
| 2005          | 6.722     |
| 2010          | 6.209     |
| 2015          | 41        |